# Róża Bednorz
Róża Bednorz ur. 20 października 1920 w Sośnicy, zm. 21 października 2014) – żołnierz Armii Krajowej, historyk, dziennikarka, działaczka społeczna, kustosz Muzeum Jeńców Wojennych w Łambinowicach.

## Życiorys
Była siódmym dzieckiem Józefa i Wiktorii. Z powodu działalności ojca na rzecz polskości Śląska i obawy przed niemieckimi represjami w 1922 r. jej rodzina przeprowadziła się do Katowic, gdzie Róża w 1939 r. zdała maturę. W sierpniu zgłosiła się do służby w miejskich komórkach zaopatrujących polską ludność uciekającą z terenów przygranicznych do Katowic. Po wybuchu II wojny światowej została ewakuowana z ludnością cywilną na wschód. 
Jako sanitariuszka dołączyła do 3. Pułku Strzelców Podhalańskich, wzięła udział w walkach pułku w bitwie pod Tomaszowem Lubelskim. Po klęsce polskich oddziałów została odłączona od jeńców i Niemcy nakazali jej powrót do domu. Znalazła zatrudnienie w sosnowieckim oddziale Kasy Oszczędności (Warschauer Versicherung-Gesellschaft). Włączyła się w działalność polskiego podziemia, w mieszkaniu rodziców ukrywała broń, lekarstwa i żywność dla więźniów obozu Auschwitz. Korespondowała również z polskimi jeńcami przebywającymi w Oflagu XA Itzehohe, którym przesyłała żywność.
W styczniu 1943 r. przeniosła się do Generalnego Gubernatorstwa. Została zaprzysiężona jako kurierka Departamentu Prasy i Informacji Delegatury Rządu na Kraj, przyjęła pseudonim „Iza”. Na trasie Kraków – Warszawa przewoziła dokumenty oraz materiały konspiracyjne. 28 lutego 1944 r. została aresztowana przez Gestapo. Po przesłuchaniu została przewieziona do swego mieszkania, gdzie Gestapo założyło tzw. „kocioł”. Wykorzystując nieuwagę niemieckich funkcjonariuszy uciekła i od 2 marca ukrywała się w okolicach Tarnowa i Krakowa. Otrzymała fałszywe dokumenty na nazwisko Grażyna Janicka.
Zaręczyła się ze Zbyszkiem Bednorzem, z którym zawarła związek małżeński 26 grudnia 1944 r. w Gorzkowicach. Po wkroczeniu Armii Czerwonej powróciła z mężem do Chorzowa, gdzie w październiku urodziła syna Marka. Jej mąż został aresztowany 1 marca 1949 r. i oskarżony o działalność antypaństwową. W 1950 r. został skazany na 15 lat więzienia. Dzięki staraniom Róży i wsparciu Bolesława Piaseckiego Zbyszko został zwolniony z więzienia 19 października 1951 r. i powrócił do rodziny.
W 1952 r. urodziła córkę Marię. Z racji zatrudnienia Róży i jej męża w czasopismach wydawanych w Opolu, w 1954 r. rodzina przeprowadziła się do tego miasta. Jako dziennikarka publikowała artykuły i reportaże w prasie krajowej i zagranicznej. W 1958 r. została zatrudniona w Zachodniej Agencji Prasowej, po jej likwidacji w 1968 r. rozpoczęła pracę w Centralnym Muzeum Jeńców Wojennych w Łambinowicach. Była zaangażowana w akcję budowy w Opolu szkoły tysiąclecia, współpracowała w tym zakresie ze środowiskami polonijnymi w Kanadzie. Występowała z odczytami w Montrealu i Toronto. W 1973 r. uzyskała tytuł magistra historii w Wyższej Szkole Pedagogicznej w Opolu. W latach 1973–1981 kierowała Działem Naukowo-Badawczym łambinowickiego muzeum, a od lutego do czerwca 1981 r. pełniła obowiązki jego dyrektora. W 1981 r. przeszła na emeryturę, ale do 1997 r. pracowała w Muzeum.
Jednocześnie nawiązała współpracę ze stroną niemiecką, w 1989 r. przygotowała wystawę pt. „Z tragicznej historii ku pojednaniu i przyjaźni - żołnierze polscy w niewoli niemieckiej i radzieckiej w latach II wojny światowej (1939-1945)”, która w 1995 r. była prezentowana w Niemczech, m.in. w Papenburgu i Rösrath. Za przygotowanie tej wystawy otrzymała nagrodę Ministra Kultury.
Zmarła 21 października 2014 r. i została pochowana na cmentarzu komunalnym w Opolu.

## Odznaczenia i nagrody
Za swą pracę została odznaczona w 1972 r. Krzyżem Kawalerskim Orderu Odrodzenia Polski. W 2001 r. została awansowana na stopień podporucznika Wojska Polskiego. Ponadto otrzymała nagrodę Ministra Kultury, nagrodę „Poglądów”, nagrodę ks. Aleksandra Skowrońskiego, Stowarzyszenia Dziennikarzy Polskich oraz nagrodę Karola Miarki (2012). Ponadto otrzymała Członkostwo Honorowe Instytutu Śląskiego.